# Hopea apiculata
Hopea apiculata là loài thực vật họ Dầu. Đây là loài có ở Malaysia, Myanma, Thái Lan.